# David Viñas
Boris David Viñas Porter (Buenos Aires, 28 de julio de 1927-ibidem, 10 de marzo de 2011), conocido como David Viñas, fue un escritor, crítico literario y profesor argentino, considerado uno de los intelectuales de referencia de la literatura argentina durante décadas. Miembro de la llamada «Generación de Contorno»,  destacó como narrador, dramaturgo y ensayista, con obras como Los dueños de la tierra (1958), Lisandro (1972) y Literatura argentina y realidad política (1964), ensayo con el que revolucionó la crítica literaria argentina y aún hoy en día es considerado una obra de referencia.
Pese a su amplitud de géneros y registros, la obra de Viñas puede leerse como una revisión crítica de los vínculos entre la historia y la literatura de su país, a través de la recuperación de episodios o momentos en los que las clases dominantes consolidaron su poder por medio de la fuerza, pero también analizando las formas discursivas por medio de las cuales se consolidó esa dominación. Si bien la Argentina fue siempre su objeto de estudio privilegiado, durante su exilio incorporó una visión de contexto más latinoamericanista, insertando su análisis en una perspectiva continental.

## Biografía

### Primeros años y formación
Nació en Buenos Aires, el 28 de julio de 1927, en la esquina de Corrientes y Talcahuano, si bien él mismo situaba su nacimiento en Monte, localidad de la provincia donde pasó temporadas en su infancia. Su padre, Pedro Ismael Viñas, descendiente de una familia de origen andaluz que había inmigrado a Argentina en la primera treintena del siglo XIX, era un juez de militancia radical que intervino en el conflicto entre peones rurales y hacendados de 1921 conocido como  Patagonia trágica, y que dejó un saldo de 1500 obreros fusilados. Asimismo, su abuelo participó en la Conquista del Desierto de Julio Argentino Roca. Por su parte, su madre, Esther Porter, era una judía emigrada de Odesa, a la que Viñas le atribuyó ideas anarquistas y una personalidad rebelde, contrastando con la figura de su padre, pese a su temprana muerte. Estos elementos marcarían fuertemente el pensamiento y la obra de Viñas, tanto en el origen migratorio y el cruce de culturas (italiana, española, judía) como en la relación con su padre.
Cursó sus estudios primarios en un colegio de curas Salesianos de Don Bosco, y a los trece años ingresó al Liceo Militar General San Martín, donde fue compañero de Raúl Alfonsín. Viñas no toleró el autoritarismo y la violencia del ambiente castrense, por lo que se hizo expulsar en 1945, en el último año, al insultar a un teniente primero. Después de rendir las últimas materias en otro colegio, ingresó a la Facultad de Filosofía y Letras.

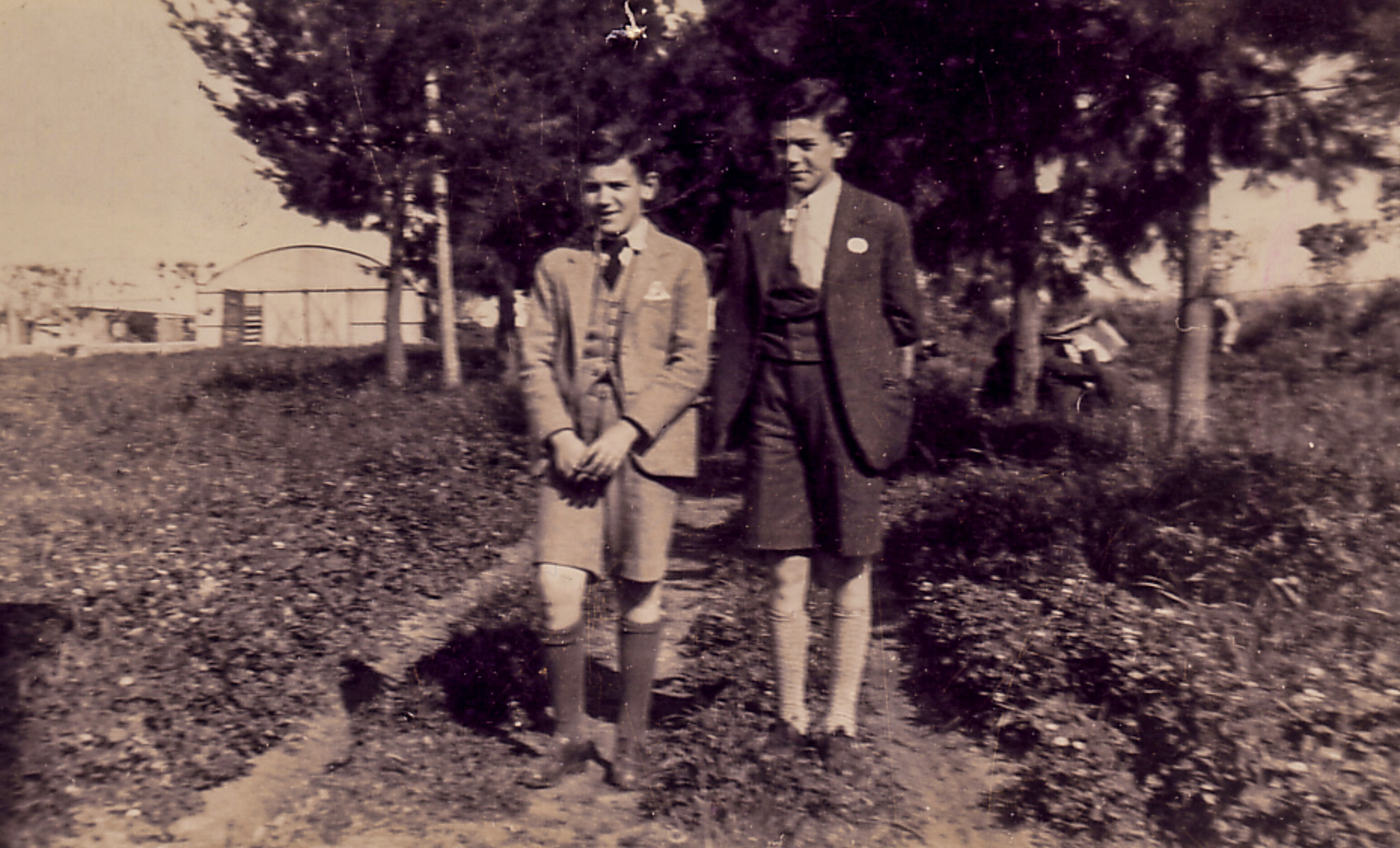
Ismael junto a su hermano David en la estancia familiar "La Nona”, Monte, Provincia de Buenos Aires

El ingreso a la universidad coincidió con la llegada del peronismo, por un lado Juan Domingo Perón decretó en 1949 la gratuidad universitaria, posibilitando el ingreso de hijos de familias trabajadoras, por otro intervino la Universidad de Buenos Aires En el marco de las nuevas vanguardias intelectuales surgidas durante el peronismo Vilas funda el primer número de la revista Contorno como director, mientras que a partir del segundo número, del año 1954, participó también como director David Viñas. Luego, desde el número 5 la revista cuenta con un Comité de Dirección formado por: Ismael Viñas, David Viñas, Noé Jitrik, Adelaida Gigli, Ramón Alcalde y León Rozitchner. Si bien Viñas nunca ocultó su antiperonismo, prefería definirse como "contrera" más que como "gorila": «mi familia no era gorila; éramos contreras, que no es lo mismo. Los gorilas despreciaban al pueblo, los contreras criticaban al peronismo sin ningunear sus bases». Paradójicamente, en 1951 fungió como uno de los fiscales de mesa que le tomaron el voto a Eva Perón, en ese momento internada por el cáncer del que murió un año después. También destacó como militante, llegando a ser presidente de la FUBA. En la universidad conoció a Adelaida Gigli, artista plástica ítalo-argentina, que se convirtió en su esposa y con quien tendría a sus dos hijos, María Adelaida en 1954 y Lorenzo Ismael en 1955.

### Comienzos de su carrera literaria. Grupo Contorno
Los primeros contactos de Viñas con el ambiente literario fueron a través de su trabajo de corrector en la editorial Losada, además de escribir algunas novelas por encargo, firmadas bajo el seudónimo de Pedro Pago. Pero es en 1953 cuando irrumpe formalmente, cuando junto con su hermano mayor Ismael, Susana Fiorito y Adelaida Gigli fundaron la revista Contorno. Surgida como una escisión de Las ciento y una, un proyecto de Héctor A. Murena que no pasó del primer número, Contorno se convirtió en una publicación emblemática de la época, por su discurso rupturista, sus filiaciones con el existencialismo y el marxismo, y su relectura de la literatura argentina en clave política, criticando por igual la tradición liberal y la cultura populista al mismo tiempo que reivindicaba a nombres marginados o despreciados por la tradición académica, como Ezequiel Martínez Estrada y Roberto Arlt hizo que los integrantes del grupo Contorno también fueran conocido como «parricidas», denominación acuñada por el crítico uruguayo Emir Rodríguez Monegal. La revista publicó diez números y dos cuadernos entre 1953 y 1959, y por sus páginas pasaron autores como Juan José Sebreli, León Rozitchner, Noé Jitrik, Adolfo Prieto, Carlos Correas, Oscar Masotta, Ramón Alcalde y Rodolfo Kusch.
En 1955, el mismo año que un golpe militar derrocó a Perón, Viñas publicó su primera novela, Cayó sobre su rostro, en la que aborda por primera vez la crítica a la oligarquía porteña, al tomar como protagonista a un terrateniente que obtuvo sus tierras en la Conquista del Desierto del general Roca. La crítica elogió la obra, declarando que con ella «Viñas parece abrir seriamente (...) una nueva brecha en la problemática siempre vigente de las esencias de la realidad argentina»; no obstante, la dictadura autodenominada Revolución Libertadora prohibió su publicación. Un año más tarde apareció Los años despiadados, a la que siguió Un dios cotidiano, novelas de clave autobiográfica en las que evoca los años del peronismo y sus años en el colegio salesiano durante la Década Infame respectivamente. Con Los dueños de la tierra, novela de 1958 centrada en la represión de los obreros patagónicos a manos del Ejército, de la que su padre fue testigo en su papel de juez mediador, Viñas culmina este primer período de su obra.El libro se relatan los sucesos y la matanza de la Patagonia Rebelde durante el Gobierno radical de Hipólito Yrigoyen con la intervención del ejército, la matanza y fusilamientos en la Patagonia fueron vistos como una metáfora de los asesinatos y fusilamientos de José león Suárez ordenados por la dictadura Pedro Eugenio Aramburu. A raíz de ello el libro fue censurado por la dictadura antiperonista autodenominada Revolución Libertadora y la familia Viñas perseguida.
Ese mismo año también debutó como guionista de cine con El jefe, dirigida por Fernando Ayala, película que fue vista como una alegoría del peronismo y de su líder. Con Ayala también firmó un segundo guion, El candidato, estrenada un año después, y el argumento de Sábado a la noche, cine, de 1960. Por dicha obra sería censurado y encarcelado durante la autodenomina Revolución Libertadora.

### Viaje a Cuba y compromiso político

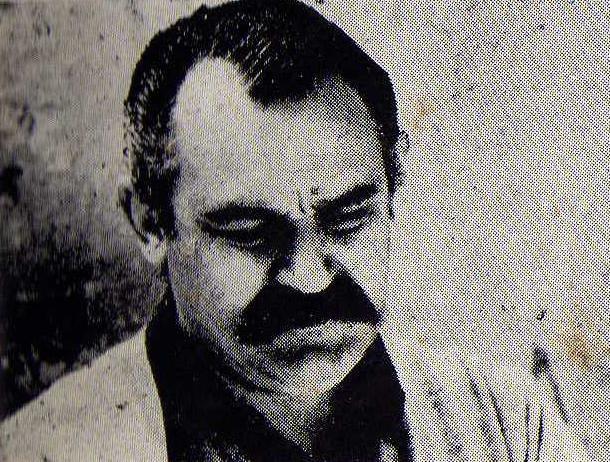
Viñas en 1969

A principios de los sesenta Viñas escribió algunos guiones de televisión para los programas Teleteatro para la hora del té e Historias de jóvenes, uno de los cuales, "Alegres campeones de América", fue la base de su siguiente guion cinematográfico, Dar la cara, dirigido por José Martínez Suárez, sobre el cual a su vez escribió su siguiente novela, con el mismo nombre y publicada en 1962. La obra representó una innovación respecto de sus novelas anteriores, al abordar un tema de actualidad como la desilusión que representó el gobierno de Arturo Frondizi (derrocado por un golpe de Estado el 29 de marzo de ese año) para la intelectualidad de izquierda, pero además porque por primera vez incorporaba un procedimiento que en sus siguientes libros Viñas iría complejizando: la reflexión metaliteraria, al incluir una crítica de la película y mencionar al mismo autor como un personaje dentro de la novela, como una forma de crítica al texto novelístico dentro del mismo texto. 
Estos cambios eran resultado del acontecimiento fundamental de la década en América Latina, el triunfo de la revolución cubana. Como a otros escritores de su generación, como Haroldo Conti, Rodolfo Walsh, Paco Urondo, y hasta de generaciones anteriores, como Ezequiel Martínez Estrada o Julio Cortázar, la revolución produjo en Viñas un interés que se materializó en un primer viaje a Cuba en 1961, el cual repitió al año siguiente, durante el cual conoció al Che Guevara.
En 1963 apareció Las malas costumbres, su único libro de cuentos. Se trata de una serie de relatos ambientados en el peronismo, entre los que sobresale “La señora muerta”, cuya acción transcurre durante los funerales de Eva Perón; sin embargo, tras la publicación de Los oficios terrestres de Rodolfo Walsh, donde se incluye el cuento “Esa mujer”, también referido a la ex primera dama, Viñas repudió su propio libro, considerándolo una obra fallida, y no lo reeditó hasta 2007, en una versión revisada y corregida.
Un año más tarde publicó otro de sus textos fundamentales, el ensayo Literatura argentina y realidad política, editado por Jorge Álvarez. Reelaboración de su tesis de doctorado presentada en la Universidad de Rosario, desde su aparición fue considerado como uno de los libros más importantes de la crítica literaria argentina, tanto por las lecturas que propone como por el característico estilo polémico de Viñas. La obra tuvo varias revisiones y ampliaciones hasta su edición definitiva, editada en 2005. A este le siguió otro ensayo, Laferrere. Del apogeo de la oligarquía a la crisis de la ciudad liberal, análisis del teatro de Gregorio de Laferrère publicado por la Universidad de Rosario y que Jorge Álvarez reeditó poco después con el título invertido.
En 1965 inició su colaboración con la Casa de las Américas, primero como jurado del Premio de Novela (rol que repitió en 1969 y 1971) y más tarde como miembro del Comité de Colaboración de la revista del mismo nombre, llegando incluso a residir una temporada en La Habana entre fines de 1966 y comienzos de 1967 y desempeñándose como funcionario cultural del gobierno cubano en diferentes países de América y Europa. Este último año ganó el Premio Casa de las Américas con su novela Hombres de a caballo, otorgado por un jurado formado por Leopoldo Marechal, Julio Cortázar, José Lezama Lima, Juan Marsé y Mario Monteforte Toledo.
Los años siguientes fueron los más prolíficos de Viñas, ya que a la aparición de novelas (Cosas concretas, 1969; Jauría, 1974) y ensayos como Rebeliones populares. De los montoneros a los anarquistas (1971), un trabajo originalmente planeado en dos partes pero cuya segunda entrega fue secuestrada por la dictadura del general Lanusse, y Grotesco, inmigración y fracaso (1973), análisis del grotesco criollo de Armando Discépolo, le agregó su incursión en el teatro, con el estreno de Lisandro (1972) y Tupac Amaru (1973), a las que siguió Dorrego, escrita en el mismo período pero estrenada hasta una década después. En paralelo, inició un ambicioso proyecto crítico que anunció como una reelaboración ampliada de su libro Literatura argentina y realidad política, en el cual alternaría capítulos ya publicados con otros inéditos, y que planeó en diez volúmenes; sin embargo, solo llegaron a publicarse tres: De Sarmiento a Cortázar (1971), La crisis de la ciudad liberal (1973) y Apogeo de la oligarquía (1975), el segundo de los cuales era la reedición de su ensayo sobre Laferrere. Para entonces, Viñas ya era considerado uno de los principales referentes de la intelectualidad argentina, pese a no militar en ningún partido u organización, cosa que sí hicieron Walsh, Urondo y Conti, ingresando a Montoneros o al Partido Revolucionario de los Trabajadores.

### Exilio
Sin embargo, la situación en Argentina empezó a degradarse, con la agudización de la violencia política y la represión, por lo que Viñas, apremiado también por motivos económicos, comenzó a dictar clases en universidades de México y Estados Unidos. tras el golpe de Estado contra Isabel Perón el 24 de marzo de 1976.
En 1966, David Viñas había la novela En la semana trágica, cuyos protagonistas son dos egresados del Colegio La Salle Buenos Aires que pertenecen a la Liga Patriótica Argentina. Esta novela le valió la persecución de la dictadura debido a que uno de los personajes estaba inspirado en Ricardo Giménez Uriburu, padre de un funcionario del Proceso, durante las presidencias de Galtieri y Bignone.
Tras un efímero regreso de apenas una semana, en julio se exilió en España, instalándose en El Escorial, mientras se mantenía como profesor en universidades de Madrid, Odense y Berlín. Poco después de llegar, recibió la noticia de que su hija María Adelaida había sido desaparecida el 29 de agosto de 1976, en el Zoológico de Buenos Aires, mientras paseaba con su hija, que fue posteriormente entregada a sus abuelos paternos; cuatro años después fue desaparecido su hijo Lorenzo Ismael, el 26 de junio de 1980, cuando intentaba cruzar la frontera entre Argentina y Brasil.
El dolor por la desaparición de su hija fue plasmado por Viñas en la que ha sido considerada su novela más compleja, Cuerpo a cuerpo, publicada en México en 1979, a la que siguió la más breve Ultramar, con la que ganó el Premio Ciudad de Alcalá al año siguiente. Además de estas novelas, Viñas escribió algunas obras de carácter divulgativo, como Qué es el fascismo en Latinoamérica o Carlos Gardel, esta última ilustrada por Ricardo Carpani, y colaboró en una colección de Historia de América Latina, escribiendo la cuarta entrega, México y Cortés.
En 1981 se trasladó a la Ciudad de México, donde publicó dos obras en las que sitúa su análisis de la Argentina en un contexto latinoamericano: Indios, ejército y frontera, ensayo escrito a partir de sus investigaciones en el Instituto Iberoamericano de Berlín, en el que aborda el problema de los pueblos originarios y cómo fueron exterminados e invisibilizados por los gobiernos positivistas latinoamericanos de fines del siglo XIX y principios del siglo XX; y Anarquistas en América Latina, donde analiza los movimientos anarquistas de los diferentes países de la región en el mismo período.

### Regreso a la Argentina y últimos años
Después de casi ocho años, en 1984 Viñas volvió a Argentina. Dos años más tarde, ocupó la cátedra de Literatura argentina I en la Facultad de Filosofía y Letras de la Universidad de Buenos Aires, donde continuó dictando clases que encontraron una gran afluencia de alumnos. En 1982 el Centro Editor de América Latina había reeditado su Literatura argentina y realidad política en dos tomos, recuperando el texto de la versión original de 1964 por expreso pedido suyo. Poco después, la editorial Galerna reeditó su teatro en dos tomos, excluyendo Sarah Goldman, una obra escrita y estrenada en la época de Contorno que Viñas nunca quiso publicar por considerarla fallida. Por entonces, inició una relación sentimental con la actriz Soledad Silveyra.
En 1989, y ante el inminente triunfo del peronismo en las elecciones de ese año, Viñas tuvo su primera participación política, al postularse como candidato «simbólico» a intendente de la Capital por la coalición Izquierda Unida, un cargo que por entonces todavía era designado por el presidente, y para el que los principales candidatos ya habían anunciado nombres.
En 1991 volvió a sorprender con otro gesto que pocos entendieron, cuando rechazó la Beca Guggenheim que él mismo había solicitado un tiempo antes. Viñas alegó que fue un homenaje a sus hijos desaparecidos: «Resolví tirar 25 mil dólares por la ventana. Y si me apurás un poco, mirá, fue un homenaje a mis hijos. Me costó 25 mil dólares». Dos años después volvió a la ficción después de más de una década con Prontuario, a la que siguió Claudia conversa. Simultáneamente, entre 1995 y 1996 publicó los dos tomos de Literatura argentina y política, una nueva versión actualizada de su ensayo, extendiendo su análisis hasta Rodolfo Walsh. Al mismo tiempo, colaboró en Página/12, el principal medio opositor a Carlos Menem, con artículos sobre literatura y política, de los cuales reunió una selección que publicó en el 2000 con el título Menemato y otros suburbios. 
Con la llegada del kirchnerismo, pese a compartir algunos puntos de vista con el gobierno, que concitó una importante adhesión de intelectuales, escritores y militantes de los años setenta, Viñas prefirió mantener su independencia; rechazó la invitación a integrar el espacio Carta Abierta alegando que «un intelectual no puede ser oficialista». En 2006 publicó su última novela, Tartabul.
Continuó con sus clases en la Universidad de Buenos Aires y como director del Instituto de Literatura Argentina hasta pocos años antes de su muerte, ocurrida el 10 de marzo de 2011, a los 83 años, a causa de una infección generalizada por una neumonía. Por decisión de la familia, no se realizó ningún tipo de velatorio y solo se organizó un homenaje conmemorativo en la Biblioteca Nacional gestionado por su director, Horacio González, tras lo cual sus restos fueron llevados a Monte, donde fueron cremados. Una semana después, trascendió que sus cenizas fueron arrojadas al Río de la Plata por su nuera Claudia Allegrini (quien fue compañera de su hijo Lorenzo), como él había pedido, «para estar con sus hijos» y de acuerdo al deseo de su nieta María Paula Viñas.
En 2016 el investigador alemán Dieter Reichardt, profesor emérito de la Universidad de Hamburgo, publicó en una edición bilingüe alemán - español la primera publicación póstuma de Viñas, Del Che en la frontera, una obra de teatro escrita entre 1979 y 1983 que recrea las últimas horas del Che Guevara antes de ser fusilado. Viñas se la envió a Reichardt para estrenarla en Alemania, algo que finalmente no se concretó, y cuando regresó a Argentina se desentendió de la obra, que no fue publicada ni estrenada en vida del autor.
En 2022 se anunció que el archivo documental que Viñas dejó en Madrid fue depositado en el Centro de Documentación e Investigación de la Cultura de Izquierdas de la Universidad Nacional de General San Martín; y a comienzos del año siguiente se editó Trastornos en la sobremesa literaria, una colección de trabajos críticos escritos y publicados en diferentes diarios y revistas entre 1974 y 2008, pero nunca reunidos por Viñas en libro.

## Temas y estilo

### Viñas como narrador y dramaturgo
El proyecto literario de Viñas puede pensarse como una prolongación de los presupuestos ideológicos y literarios de Contorno. Aunque se inscribe dentro del realismo, el tratamiento que hace tanto del lenguaje como de los temas ha hecho que se lo clasifique de diferentes maneras. Así, por ejemplo, María Teresa Gramuglio habla de una «actitud testimonial» en sus ficciones, mientras que Juan Carlos Portantiero considera que no puede aplicarse la etiqueta de realista a la literatura de Viñas, en tanto que, a pesar de que percibe «la persistente presión de lo real», no logra «una concordancia con el sentido profundo del desenvolvimiento de la realidad». Por su parte, Martín Kohan inscribe a Viñas en una concepción de realismo más cercana a la de Bertolt Brecht que a la de Georg Lukács: «más que el realismo, a Viñas le interesa la realidad (y dentro de la realidad, que es todavía una noción demasiado amplia, la realidad política antes que la realidad social, que es lo que el realismo literario tiende a privilegiar)». En otras palabras, no se trata de un realismo naturalista como el de Eugenio Cambaceres ni un realismo sociológico como el de Manuel Gálvez, sino de uno que pone la denuncia política en el centro de su praxis literaria.
Desde un punto de vista temático, puede decirse que el gran tema de Viñas es lo que Ricardo Piglia denominó «la violencia oligárquica» y las distintas formas que adoptó a lo largo de la historia, tema que se reitera a lo largo de toda su obra: «En esta perspectiva podría decirse que todos los libros de David Viñas se pueden leer como un gran texto único: una amplia saga balzaciana en la que distintos géneros y registros de escritura (novela, teatro, cuento) se transforman en investigación de los momentos clave en los que esa violencia y esa dominación se cristalizan».
Si la indagación de las formas de la violencia oligárquica es uno de los ejes de la obra de Viñas, el otro está vinculado a los debates sobre literatura política y el rol del intelectual revolucionario. Así, en un primer momento sus novelas están ambientadas o se vinculan a episodios o períodos de la historia argentina que le interesa problematizar: la Conquista del Desierto en Cayó sobre su rostro, el peronismo en Los años despiadados, la Guerra civil española y la Década Infame en Un dios cotidiano, la Patagonia trágica en Los dueños de la tierra.
La conjunción de dos hechos simultáneos (el desencanto del gobierno de Arturo Frondizi y la irrupción de la revolución cubana) da lugar a un segundo momento, caracterizado por una creciente radicalización ideológica que en lo literario se traduce en una actualización de los núcleos temáticos (al problematizar ya no un pasado más o menos lejano sino el presente inmediato) y los procedimientos formales (con la ruptura de las estructuras utilizadas hasta entonces). Esto se aprecia en el recorrido que hacen sus tres principales novelas publicadas en la década de 1960, desde Dar la cara, novela del desengaño generacional del frondicismo en la que todavía se conserva una estructura convencional, pasando por los múltiples planos narrativos y temporales de Hombres de a caballo (en la que vuelve sobre el tema de los militares pero situándolo en el enfrentamiento con las guerrillas latinoamericanas) hasta Cosas concretas, donde la experiencia personal aparece intercalada con los debates sobre literatura comprometida e intelectuales revolucionarios, utilizando un discurso fragmentado articulado a partir de los vínculos que establecen los personajes femeninos entre los narradores. La radicalidad formal de esta última pareció clausurar en su momento la exploración en el género narrativo, ya que en los años siguientes Viñas se volcó al teatro dedicado a figuras históricas (Tupac Amaru, Manuel Dorrego y Lisandro de la Torre), tendencia que desemboca en un regreso a la novela con Jauría, dedicada a Justo José de Urquiza.
Finalmente, la aparición de Cuerpo a cuerpo representa otro parteaguas en la producción de Viñas. Novela escrita en el exilio, que si por un lado puede leerse como la culminación de las búsquedas formales iniciadas con Dar la cara y la recapitulación de sus temas recurrentes, por otro abre una nueva perspectiva en el proyecto literario de Viñas, en la cual, en palabras de Noel Salomón, pasa «de la épica al expresionismo; y del cuestionamiento del poder a la paradoja y a lo carnavalesco». La multitud de planos y discursos narrativos ya ensayada en Hombres de a caballo y la fragmentación del discurso de Cosas concretas reaparecen aquí llevadas al límite, proponiéndose no ya como cuestionamiento de la propia práctica literaria o revolucionaria sino como estrategias de combate (intención denotada desde el título) contra una violencia institucional que recorre un siglo de historia argentina, desde la Campaña al Desierto de Roca hasta la dictadura de Videla, con el agregado de un elemento carnavalesco que se prolonga hasta Tartabul, la última novela del autor, en la que alcanza su máxima expresión.

### Viñas como ensayista
Este itinerario de su narrativa tiene su correlato en su ensayística, cuyo centro es sin duda Literatura argentina y realidad política, texto al que Viñas regresó una y otra vez a lo largo de los años, desde la proyectada revisión ampliada en diez volúmenes de los setenta hasta las reescrituras de los noventa y dosmiles. En esta obra, el escritor reformula el aparato crítico de Contorno y lo expande hacia una relectura de todo el canon liberal-conservador de la literatura argentina del siglo XIX, desde Esteban Echeverría y Domingo Faustino Sarmiento hasta los autores de la Generación del 80 (Eugenio Cambaceres, Julián Martel, Miguel Cané, entre otros), pasando por autores como José Mármol, José Hernández y Lucio V. Mansilla. En ediciones posteriores, Viñas amplió el análisis al siglo XX, en el que, a partir de la crisis del modelo de escritor liberal burgués, del cual Jorge Luis Borges sería el último exponente, propone dos recorridos inversos, sintetizados en dos autores: Leopoldo Lugones y Rodolfo Walsh. Si Lugones inicia militando en el anarquismo y el socialismo para terminar convertido en el intelectual orgánico del poder y apoyando el fascismo de José Félix Uriburu, Walsh empieza como un escritor ajeno a la política pero con simpatías por la derecha nacionalista, para ir virando de a poco a la izquierda revolucionaria, y de la literatura policial «pura» a la militancia en una organización armada. Esos recorridos, finalmente, también sirven para demostrar otra de las tesis centrales de Viñas: a mayor crítica y radicalidad, mayor es la sanción aplicada desde el poder. De esta manera, toda escritura verdaderamente revolucionaria presupone el exilio, o incluso, el asesinato.
Si Literatura argentina y realidad política es el texto crítico nuclear de Viñas, puede considerarse a Indios, ejército y frontera como la obra con la que "clausura" estas relecturas de la literatura canónica desde la violencia política. Escrito casi al mismo tiempo que Cuerpo a cuerpo, que lo prefigura, este ensayo prolonga la tesis de esa novela, a la vez que la amplía, al ya no circunscribirse a la Argentina sino al incorporar una proyección continental de las burguesías liberales positivistas de fines del siglo XIX, desde Porfirio Díaz en México hasta Roca en Argentina. Recurriendo a partes militares, crónicas y otros textos de la época, Viñas busca establecer un paralelismo entre el Ejército de Roca en 1879 y el de Videla un siglo más tarde, al grado de sostener que «los indios fueron los desaparecidos de 1879», vocablo que en el contexto tiene un doble significado: desaparecidos en tanto víctimas de un genocidio, pero también en tanto que son sujetos borrados de la historia, invisibilizados, negados por el discurso y la literatura oficial.

## Obra

### Novelas
- Cayó sobre su rostro (1955)
- Los años despiadados (1956)
- Un dios cotidiano (1957)
- Los dueños de la tierra (1958)
- Dar la cara (1962)
- En la semana trágica (1966)
- Hombres de a caballo (1967)
- Cosas concretas (1969)
- Jauría (1974)
- Cuerpo a cuerpo (1979)
- Ultramar (1980)
- Prontuario (1993)
- Claudia conversa (1995)
- Tartabul (2006)

### Cuentos
- Las malas costumbres (1963)

### Teatro
- Sarah Goldman, mujer de teatro (1958; pieza no publicada)
- Lisandro (1972)
- Tupac Amaru (1973)
- Dorrego, Maniobras, Tupac Amaru (1974)
- Lisandro, Maniobras (1985)
- Dorrego, Tupac Amaru (1985)
- Rodolfo Walsh y Gardel (1993)
- Del Che en la frontera (2016)

### Ensayos
- Literatura argentina y realidad política: la crisis de la ciudad liberal (1963) - tesis por la cual recibe el doctorado.
- Literatura argentina y realidad política (1964)
- Laferrere. Del apogeo de la oligarquía a la crisis de la ciudad liberal (1965)
- Literatura argentina y realidad política. De Sarmiento a Cortázar (1971)
- Rebeliones populares. De los montoneros a los anarquistas (1971)
- Grotesco, inmigración y fracaso: Armando Discépolo (1973)
- Literatura argentina y realidad política. Apogeo de la oligarquía (1975)
- Qué es el fascismo en Latinoamérica (1977)
- Historia de América Latina: México y Cortés (1978)
- Carlos Gardel (1979)
- Indios, ejército y frontera (1982)
- Contrapunto político en América Latina. Siglo XX (1982)
- Anarquistas en América Latina (1983)
- Literatura argentina y política - Tomo I. De los jacobinos porteños a la bohemia anarquista (1995)
- Literatura argentina y política - Tomo II. De Lugones a Walsh (1996)
- De Sarmiento a Dios. Viajeros argentinos a USA (1998)
- Menemato y otros suburbios (2000)
- Trastornos en la sobremesa literaria. Textos críticos dispersos (2023)

## Filmografía

### Guion
- El jefe (1958)
- El candidato (1959, en colaboración con Fernando Ayala)
- Sábado a la noche, cine (1960, argumento en colaboración con Fernando Ayala)
- Dar la cara (1962)
- La muerte blanca (1985)

### Participación como entrevistado
- P4R+ Operación Walsh (1999)

## Premios
- Premio Municipal de la Ciudad de Buenos Aires (1955) - Por Cayó sobre su rostro
- Premio Gerchunoff (1957) - por Cayó sobre su rostro
- Premio Kraft (1957) - Por Un dios cotidiano
- Premio Internacional de Novela de Losada (1958) - Por Los dueños de la tierra
- Faja de Honor de la SADE (1958) - Por Los dueños de la tierra
- Premio Nacional de Letras (1962 y 1971) - Por Dar la cara y Jauría
- Premio Casa de las Américas (1967) - por Hombres de a caballo
- Premio Nacional de Teatro (1972) - Por Lisandro
- Premio Nacional de la Crítica (1973) - Por Tupac-Amaru
- Premio Ciudad de Alcalá de Narrativa (1979) - por Ultramar
- Beca Guggenheim (1991) - Rechazada
- Premio Konex (2004)